# Pere Margarit
Pere Bertran i de Margarit, conegut com el capità Margarit o Pere Margarit i en alguns textos Mosén Pedro Margerite, va ser un cavaller de l'Orde de Sant Jaume, Senyor del Castell d'Empordà, militar, marí i colonitzador català. Va néixer a l'Empordà a mitjans del segle xv. És conegut per la seva participació en la conquista del Regne de Granada i al segon viatge de Cristòfor Colom a Amèrica l'any 1493.
Fill d'en Joan Bertran i Carroç, cavaller barceloní, i na Constança Margarit i Santfeliu, senyora de Castell d'Empordà. El seu avi patern fou Berenguer Bertran i Ça Rovira, i el matern fou Bernat Margarit i de Peguera.
Amic dels Reis Catòlics, va estar al setge de Granada.
Va embarcar en el segon viatge de Cristòfor Colom com a cap militar de l'expedició. Colom el va nomenar governador de la fortalesa de Sant Tomàs, a Hispaniola. Va ser acusat d'excessos contra els indis.Va prendre partit pels enemics de Colom, i, mentre aquest es trobava a Cuba, va emprendre la tornada a Espanya en les naus de Bartomeu Colom. Una vegada a Espanya, el 1494, acusà Colom de mal govern a les Índies. Seguí a sou de la cort i l'últim que se'n sap és que vivia a Saragossa l'any 1497.

## Testament
Va fer testament a Barcelona el 25 de juny de 1493 poc abans de partir en el segon viatge de Colom. Demanà que l'enterressin a l'església parroquial de Sant Martí de Llaneres, a Castell d'Empordà. Nomena hereu de: 
| « | "tots els seus béns, mobles i immobles, ... a Joan Bertran, el seu pare, mentre aquest visqui, instituint-lo hereu universal. Si el dia del seu òbit el seu pare no visqués, o bé fos viu però no pogués ésser el seu hereu universal aleshores el substitueix pel seu primogènit, Lluís". | » |

| « | "Suplica al rei Ferran que faci gràcia i concessió al seu fill Lluís d'una renda vitalícia de mil sous barcelonins i que rebi com a familiar, domèstic i contino el seu segon fill, n'Alfonso, durant la seva absència arran del viatge que de voluntat del rei ha de fer a les Índies i illes dels infidels". | » |